# Bahnhof Iserlohn-Letmathe
Der Bahnhof Iserlohn-Letmathe befindet sich im Iserlohner Stadtteil Letmathe. Iserlohn-Letmathe liegt an der Ruhr-Sieg-Strecke, die Strecke nach Fröndenberg zweigt hier ab. Letztgenannte endet jedoch seit Mai 1989 bereits im Bahnhof Iserlohn im Zentrum der Stadt. Neben dem Personenverkehr wird auch Gütertransport abgewickelt.

## Beschreibung des Bahnhofs

### Lage

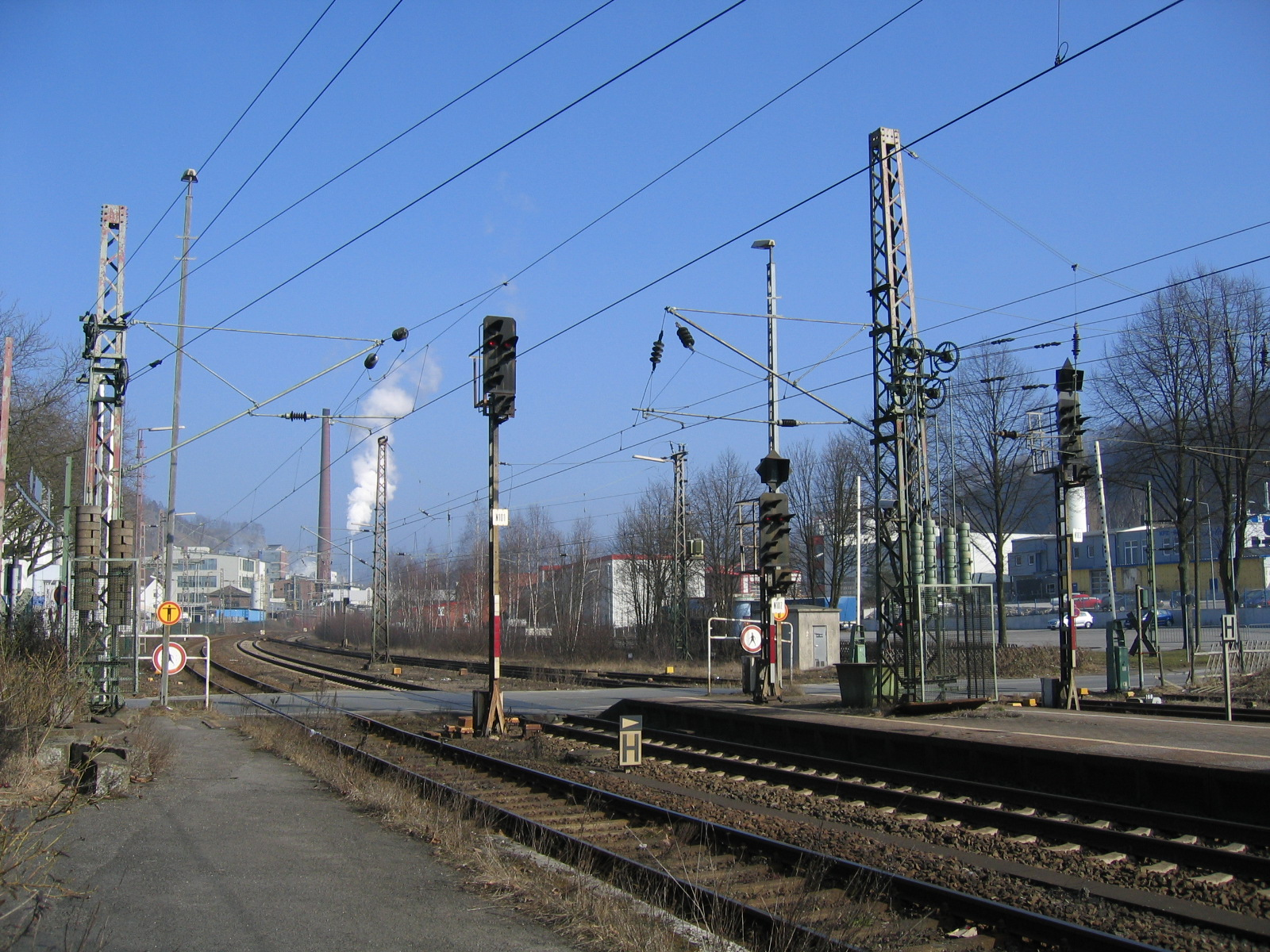
Bahnübergang östlich des Bahnhofs

Der Bahnhof liegt auf der südlichen, Letmathe gegenüber liegenden Seite der Lenne im Ortsteil Genna. Die Lenne, der die Ruhr-Sieg-Strecke folgt, beschreibt einen weitläufigen Bogen (umgedrehtes U); das Bahnhofsgelände liegt ungefähr am nördlichsten Punkt, die Bahngleise verlaufen relativ gerade von Westsüdwest nach Ostnordost.

### Umfeld
Im näheren Umfeld wird die Lenne von zwei Fußgängerbrücken und einer Brücke für allgemeinen Verkehr überspannt, somit ist der Bahnhof direkt mit dem Ortszentrum von Letmathe verbunden. Das Bahnhofsgebäude befindet sich nördlich der Gleise, nordöstlich liegen Pkw-Parkplätze (Park & Ride) und eine Bushaltestelle. Direkt östlich des Bahnhofs befindet sich ein Bahnübergang. Jenseits davon zweigt die Bahnstrecke nach Iserlohn in Richtung Ostnordost ab, während die Ruhr-Sieg-Strecke einen Bogen nach Südsüdost beschreibt.

### Aufbau
Das Bahnhofsgebäude ist von der nördlichen Seite über eine Erschließungsstraße an das Straßennetz angeschlossen. Der Hauptzugang zu den Gleisen erfolgt durch das Gebäude oder auf östlicher Seite außen herum.
Der Hausbahnsteig an Gleis 1 liegt am nördlichsten, direkt am Bahnhofsgebäude. Durch eine Unterführung ist der Mittelbahnsteig (Gleise 2 und 3) erreichbar. Südlich der zwei Personenbahnsteige liegen mehrere Gleise für Güterumschlag, insbesondere Coils für umliegende Metallbetriebe. In einer südlich angrenzenden Halle findet die Verladung auf Lkw statt. Auf dem westlichen Gleisbett lagen früher weitere Industriegleise, die größtenteils abgebaut wurden.

## Geschichte
Die Ruhr-Sieg-Strecke wurde in den 1850er Jahren von Hagen aus nach Südosten errichtet. 1860 wurde der Bahnhof Letmathe angeschlossen. 1864 wurde die Strecke nach Iserlohn eröffnet (später bis Menden und Fröndenberg).
1975 wurde Letmathe durch das Sauerland/Paderborn-Gesetz nach Iserlohn eingegliedert. Nachdem 1989 der Personenverkehr zwischen Iserlohn und Hemer eingestellt worden war, verlor Iserlohns Innenstadtbahnhof an Bedeutung, der von Letmathe wuchs.
Jahrzehntelang hielten hier auch Fernzüge, die bis Norddeich Mole, Frankfurt am Main oder München fuhren. Teilweise verkehrten Kurswagen nach Hagen, während der übrige Zug direkt über eine Verbindungskurve die Strecke nach Hamm erreichte und damit das Ziel Münster – Nordsee hatte. Diese Rangierarbeiten fanden regelmäßig in Letmathe statt. Anfang des 21. Jahrhunderts bedienten nur noch Regionalzüge den Bahnhof Letmathe; der Fernverkehr wurde 2001 vorerst aufgegeben.

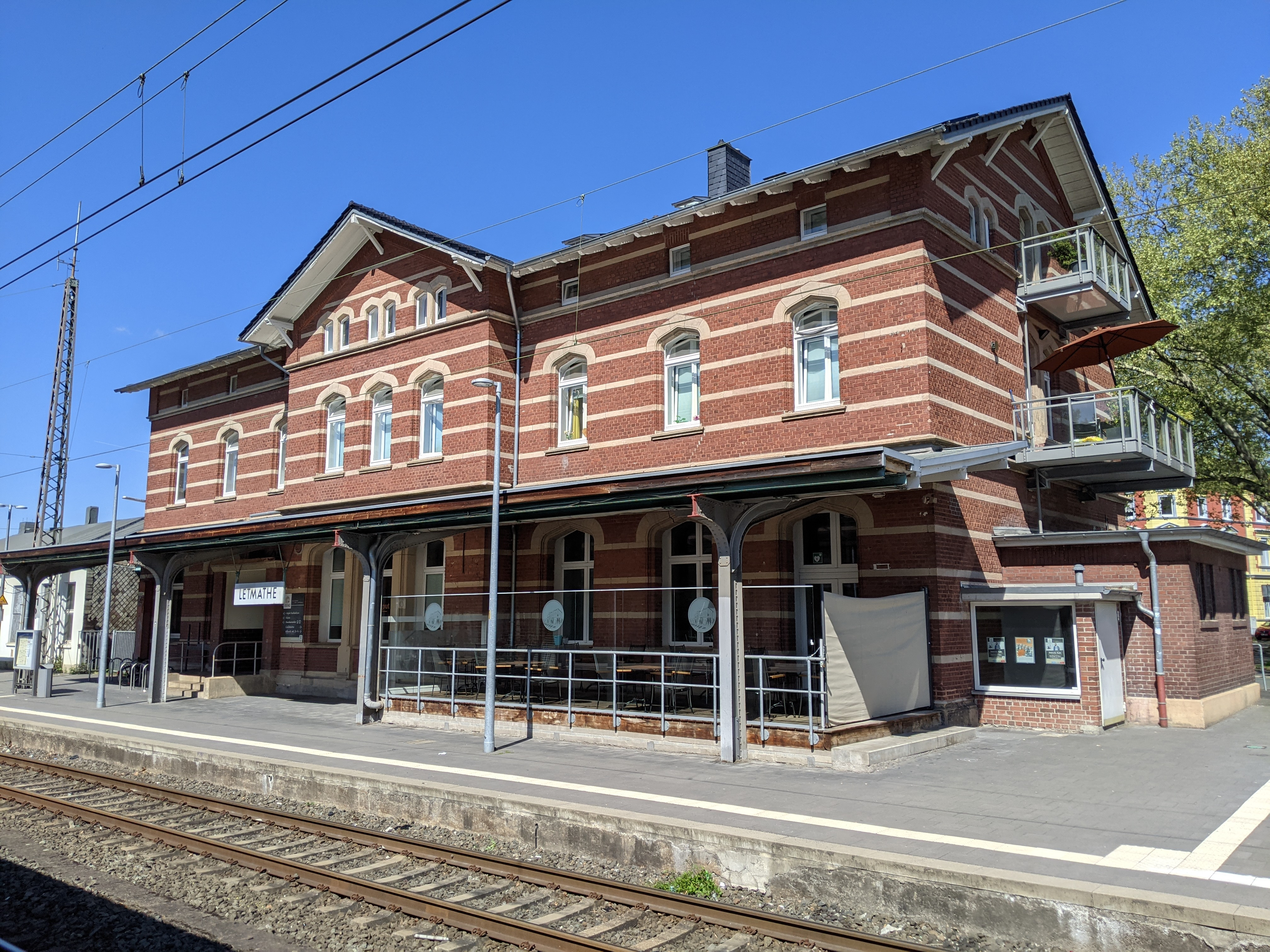
Bahnhof Letmathe, 2025

Zu dieser Zeit verfiel das Bahnhofsgebäude zusehends. Von 2013 bis 2015 wurde es durch einen Investor umgebaut, um daraus ein Wohnprojekt für behinderte Menschen zu machen. Im Zeitraum 2015 bis 2017 wurden die Bahnsteige 2 und 3 mit der Unterführung saniert sowie Aufzüge gebaut. Im Februar 2017 wurde die Eingemeindung nach über vierzig Jahren auch seitens der Bahn vollzogen. Der Bahnhof heißt seither Iserlohn-Letmathe. Betrieblich war der Name jedoch bis zum 8. Dezember 2018 weiterhin Letmathe. So wird es zudem nach wie vor auf einem Bahnhofsschild am Hausbahnsteig und im damaligen Design angegeben.

## Bedienungsangebot

### Zugverkehr
Die Bedienung im Nahverkehr erfolgt in erster Linie durch Vias und DB Regio.
Seit Dezember 2021 ist die Intercity-Linie 34 Frankfurt–Dortmund/Münster nach dem Vorbild der eingestellten Interregio-Linie 22 im Fahrplanangebot. Zwischen Dillenburg und Dortmund werden im IC auch Fahrausweise des Nahverkehrs anerkannt. Um eine durchgehende Bedienung im Nahverkehr auch in den Taktlücken des IC herzustellen, fahren zusätzliche Züge der Hessischen Landesbahn zwischen Dortmund bzw. Iserlohn-Letmathe und Siegen.
Die meisten Züge halten an Gleis 2 und 3; der Hausbahnsteig 1 war seit 2017 nicht in Betrieb. Seit 2022 bedienen Züge von/nach Iserlohn ohne Flügelung wieder den Hausbahnsteig, an dem auch eine neue Bahnsteigbeleuchtung installiert wurde.
| Linie | Linienbezeichnung/Linienverlauf | Takt                                        | Betreiber         |
| ----- | --- | ------------------------------------------- | ----------------- |
| RE 16 | Ruhr-Lenne-Express: Essen Hbf – Wattenscheid – Bochum Hbf – Witten Hbf – Wetter (Ruhr) – Hagen Hbf – Hohenlimburg – Iserlohn-Letmathe – Letmathe-Dechenhöhle – Iserlohn Stand: Fahrplanwechsel Dezember 2023 | 60 min                                      | VIAS              |
| RE 34 | Dortmund-Siegerland-Express: Dortmund Hbf – Witten Hbf – Hagen-Hohenlimburg – Iserlohn-Letmathe – Altena (Westf) – Werdohl – Plettenberg – Finnentrop – Lennestadt-Grevenbrück – Lennestadt-Altenhundem – Kirchhundem-Welschen Ennest – Kreuztal – Siegen-Weidenau – Siegen Hbf Stand: Fahrplanwechsel Dezember 2024 | 60 min, 120 min                             | DB Regio HLB VIAS |
| IC 34 | von Münster kommend: Dortmund Hbf – Witten Hbf – Iserlohn-Letmathe – Altena (Westf) – Werdohl – Plettenberg – Finnentrop – Lennestadt-Grevenbrück – Lennestadt-Altenhundem – Kreuztal – Siegen-Weidenau – Siegen Hbf – Dillenburg, dann weiter nach Frankfurt (Main) Freigabe für Nahverkehrstickets nur zwischen Dortmund und Dillenburg Stand: Fahrplanwechsel Dezember 2024                                                                       | 120 min, 240 min                            | DB Fernverkehr    |
| RB 91 | Ruhr-Sieg-Bahn: Hagen Hbf – Hohenlimburg – Iserlohn-Letmathe hier Zugteilung, Zugteil 1: – Letmathe-Dechenhöhle – Iserlohn Zugteil 2: – Altena (Westf) – Werdohl – Plettenberg – Finnentrop – Lennestadt-Grevenbrück – Lennestadt-Meggen – Lennestadt-Altenhundem – Kirchhundem – Kirchhundem-Welschen Ennest – Kreuztal-Littfeld – Kreuztal-Eichen – Kreuztal – Siegen-Geisweid – Siegen-Weidenau – Siegen Hbf Stand: Fahrplanwechsel Dezember 2021 | 60 min (werktags) 120 min (sonn-/feiertags) | VIAS              |

### Busverkehr
Folgende Stadt- und Regionalbuslinien der Märkischen Verkehrsgesellschaft halten vor dem Bahnhof (April 2020):
| Linie | Linienverlauf | Takt        |
| ----- | --- | ----------- |
| 8     | Iserlohn, Markenfeld – Im Nordfeld – Letmathe Mitte – Bahnhof | 30/30***/60 |
| 15    | Iserlohn, Letmathe Mitte – Bahnhof – Oestrich Kirche – Dröschede – Stadtbahnhof – Konrad-Adenauer-Ring ZOB – Hombruch                                                           | 30/30***/60 |
| 16    | Stadtbahnhof – Konrad-Adenauer-Ring ZOB – Hombruch – Echelnteichweg – Iserlohn, Letmathe Bahnhof – Mitte – Dröschede – Stadtbahnhof                                             | 30/30***/60 |
| 37    | Lüdenscheid, Kulturhaus – Sauerfeld ZOB – Altena – Nachrodt – Iserlohn-Letmathe – Iserlohn, (Lasbeck) – Pater und Nonne – Letmathe Lüdenscheid – Gevelndorf – Altena – Nachrodt | 30/30***/60 |

***) teilweise Ausdünnung/Taktreduzierung

## Nutzung des Bahnhofsgebäudes
Die Iserlohner Werkstätten der Diakonie Mark-Ruhr betreiben unter dem Namen Bahnsteig 42 seit April 2015 im Bahnhofsgebäude ein Café und einen Kiosk, wo Menschen mit und ohne Behinderung gemeinsam in einer Gruppe arbeiten. Hierzu gehören auch ein angeschlossener Biergarten, ein E-Bike-Verleih und ein Kundencenter von Vias, das sich im Kiosk befindet und ebenfalls von Behinderten betrieben wird. Darüber hinaus ist hier das Redaktionsteam des Reportage- und Lifestyle-Magazins caput der Iserlohner Werkstätten beheimatet, in dem ebenfalls Menschen mit Behinderung mitarbeiten. Das historische Bahnhofsgebäude ist auch das Zuhause einer Wohngruppe für zehn erwachsene Menschen mit Behinderung (stationär Betreutes Wohnen).
Im Bahnhofsgebäude finden in unregelmäßigen Abständen Kulturveranstaltungen statt.